# Organoid
Organoid – struktura komórkowa lub tkankowa skonstruowana w warunkach in vitro z różnych typów komórek macierzystych przypominająca fizjologiczny narząd badanego w ten sposób zwierzęcia (lub człowieka). Niewielka wymiarowo struktura powstaje wskutek sterowanego, przestrzennego różnicowania i samoorganizowania się komórek. Wytwarzanie i badanie organoidów jest jednym z obszarów zainteresowania inżynierii tkankowej.